# Botforty

Botforty

Botforty (z franc. bottes fortes – dosł. mocne buty) – sięgające poza kolana skórzane buty używane na zachodzie Europy w XVI-XVIII wieku zarówno w wojsku (zwłaszcza przez rajtarów, dragonów, arkebuzerów i kirasjerów), jak i do ubioru cywilnego. Cechą typową była podwyższona z przodu cholewa, zapewniająca ochronę kolana jeźdźca. W Polsce, gdzie określano je jako „buty rajtarskie”, nosili je żołnierze autoramentu cudzoziemskiego oraz bogaci mieszczanie jako część stroju obcego pochodzenia.